# Gornet (Prahova)
Gornet é uma comuna romena localizada no distrito de Prahova, na região de Muntênia. A comuna possui uma área de 26.37 km² e sua população era de 3125 habitantes segundo o censo de 2007.